# كيم سون هوا
كيم سون هوا (الكورية: 김선화) مواليد 7 يناير 1991، هي لاعبة كرة يد كورية جنوبية تلعب كجناح أيمن. مثلت منتخب كوريا الجنوبية لكرة اليد للسيدات.

## سجل المنافسة
شاركت في البطولات التالية:
- بطولة العالم لكرة اليد للسيدات 2011
- بطولة العالم لكرة اليد للسيدات 2013